# Abdelkarim Hassan
Abdelkarim Hassan (tiếng Ả Rập: عبد الكريم حسن; sinh ngày 28 tháng 8 năm 1993) là một cầu thủ bóng đá người Qatar hiện đang chơi cho Al-Wakrah với tư cách là một hậu vệ. Anh hiện cũng đang chơi cho đội tuyển quốc gia Qatar.

## Sự nghiệp câu lạc bộ

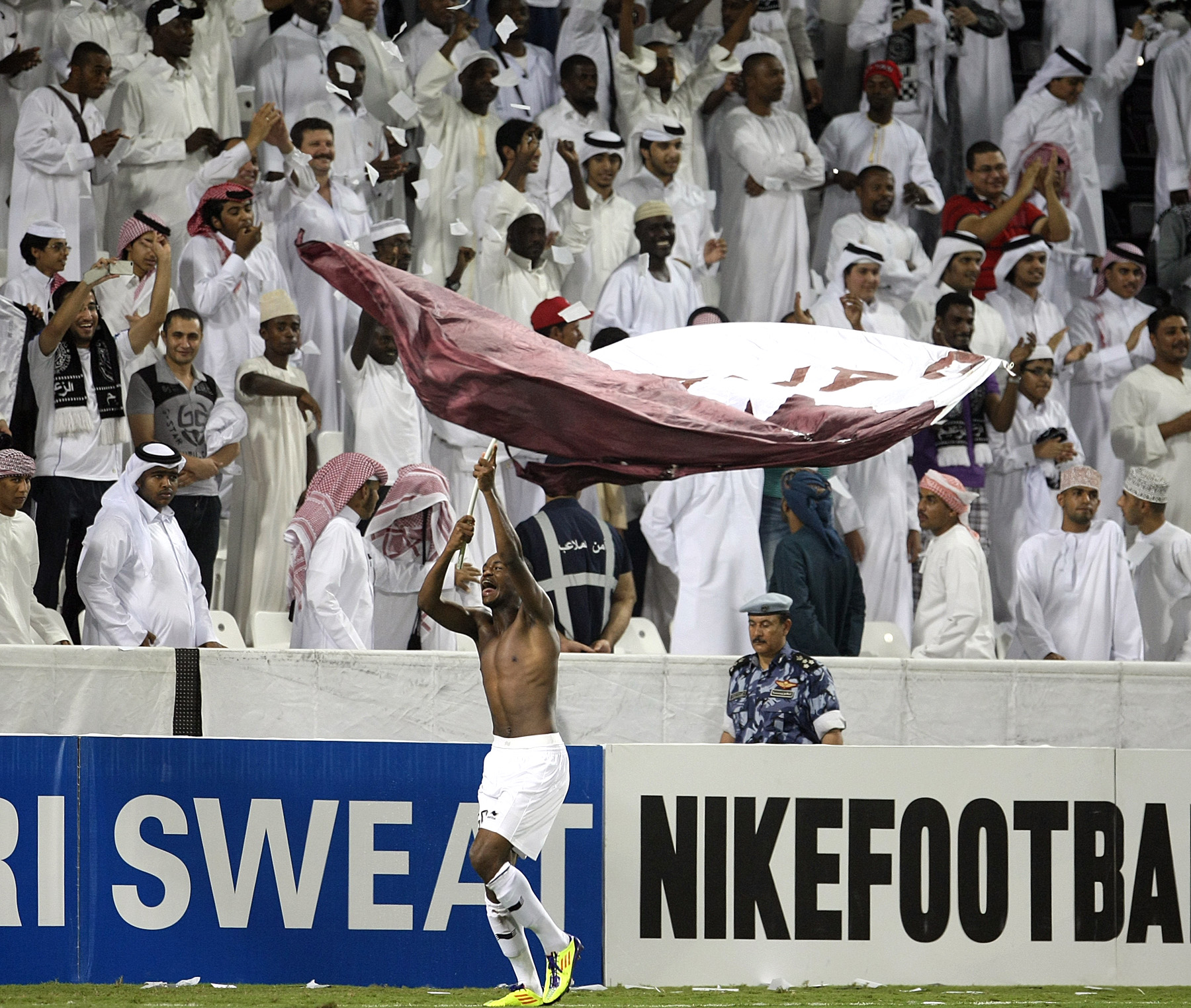
Abdelkarim ăn mừng bàn thắng vào năm 2011.

Abdelkarim Hassan tốt nghiệp Học viện Aspire năm 2011. 
Anh là cầu thủ trẻ nhất xuất hiện tại AFC Champions League 2011 lúc 17 tuổi, bước ra khỏi băng ghế dự bị trong trận đấu với Esteghlal. Đội bóng của anh sau đó đã nổi lên những nhà vô địch Champions League năm đó. Anh đã được trao giải Cầu thủ trẻ của năm tại Stars13 Qatar Stars League 2012. 
Một thông báo vào tháng 6 năm 2017 nói rằng Al Sadd đã cho anh sang Eupen của Bỉ dưới dạng cho mượn.
Anh được chọn là một trong những ứng cử viên cho giải thưởng Cầu thủ xuất sắc nhất châu Á 2018.

## Sự nghiệp

### Đội trẻ
.
Anh đã ghi một bàn thắng trong trận mở màn của Qatar với Maldives trong giai đoạn vòng loại cho U-22 Asian Cup 2014.

### Đội tuyển quốc gia

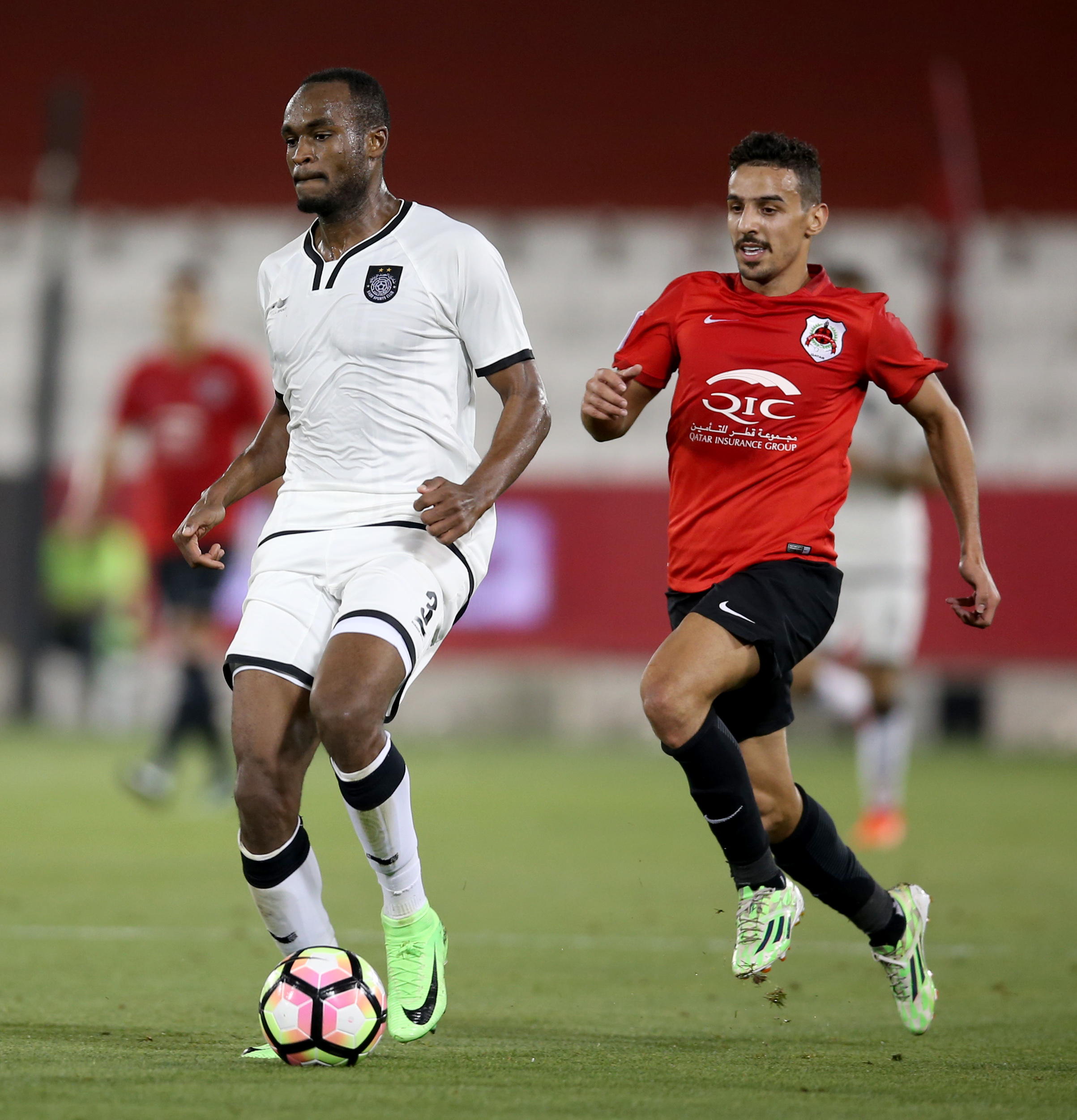
Abdelkarim Hassan và Abdurahman Al-Harazi đối đầu nhau trong một trận đấu Qatar Stars League vào tháng 4 năm 2017.

Abdelkarim ra mắt cho đội tuyển quốc gia vào ngày 18 tháng 11 năm 2010 trong trận đấu trước Haiti.
Anh là cầu thủ trẻ nhất xuất hiện trong danh sách đội hình sơ bộ cho Asian Cup 2011 ở tuổi 17 và 123 ngày tuổi. Anh đã ghi bàn thắng duy nhất của Qatar vào lưới Malaysia ở vòng loại Asian Cup 2015 để đảm bảo Qatar có một bến đỗ tại Asian Cup. Anh cũng ghi một bàn trong chiến thắng 4 trận của Qatar trước Yemen ở vòng loại.
Mặc dù đội của anh đã thua tất cả các trận đấu vòng bảng của họ tại Asian Cup 2015, anh đã bị loại ở một trong những ngôi sao của giải đấu. Một bài báo nổi bật của FIFA.com đưa ra giả thuyết rằng ông sẽ tạo cơ sở cho các cầu thủ trẻ tiếp tục đại diện cho Qatar tại World Cup 2022.
Anh được bầu chọn là một phần của đội tuyển Qatar cho Cúp bóng đá Ả Rập lần thứ 23 được tổ chức tại Kuwait từ tháng 12 năm 2017 đến tháng 1 năm 2018.
Anh là một phần của đội tuyển Qatar tại Asian Cup 2019 đã giúp đội tuyển nước này giành được danh hiệu lục địa đầu tiên của họ.

## Thống kê sự nghiệp

### Câu lạc bộ
Tính đến ngày 24 tháng 5 năm 2014
| Câu lạc bộ | Mùa giải  | Giải đấu  | Giải đấu | Giải đấu | Cúp quốc gia1 | Cúp quốc gia1 | Cúp liên đoàn2 | Cúp liên đoàn2 | Châu lục3 | Châu lục3 | Tổng cộng | Tổng cộng |
| Câu lạc bộ | Mùa giải  | Giải đấu  | Trận     | Bàn      | Trận          | Bàn           | Trận           | Bàn            | Trận      | Bàn       | Trận      | Bàn       |
| ---------- | --------- | --------- | -------- | -------- | ------------- | ------------- | -------------- | -------------- | --------- | --------- | --------- | --------- |
| Al Sadd    | 2010–11   | QSL       | 10       | 0        | 0             | 0             | 0              | 0              | 10        | 0         | 20        | 0         |
| Al Sadd    | 2011–12   | QSL       | 9        | 0        | 0             | 0             | 6              | 0              | 0         | 0         | 15        | 0         |
| Al Sadd    | 2012–13   | QSL       | 18       | 3        | 3             | 0             | 0              | 0              | 0         | 0         | 7         |           |
| Al Sadd    | 2013–14   | QSL       | 23       | 2        | 3             | 0             | 2              | 0              | 7         | 0         | 35        | 10        |
| Tổng cộng  | Tổng cộng | Tổng cộng | 60       | 5        | 6             | 0             | 8              | 0              | 17        | 0         | 91        | 0         |

1Bao gồm Emir of Qatar Cup.
2Bao gồm Sheikh Jassem Cup.
3Bao gồm AFC Champions League.

### Bàn thắng quốc tế
Tính đến 5 tháng 9 năm 2019. Bàn thắng và kết quả của Qatar được để trước.
| #  | Ngày                 | Địa điểm                                       | Số trận | Đối thủ           | Bàn thắng | Kết quả | Giải đấu                 |
| -- | -------------------- | ---------------------------------------------- | ------- | ----------------- | --------- | ------- | ------------------------ |
| 1  | 31 tháng 1 năm 2013  | Sân vận động Jassim Bin Hamad, Doha, Qatar     | 2       | Liban             | 1–0       | 1–0     | Giao hữu                 |
| 2  | 7 tháng 3 năm 2013   | Sân vận động Thani bin Jassim, Doha, Qatar     | 4       | Ai Cập            | 1–1       | 3–1     | Giao hữu                 |
| 3  | 15 tháng 11 năm 2013 | Sân vận động Quốc tế Khalifa, Doha, Qatar      | 18      | Yemen             | 2–1       | 4–1     | Vòng loại Asian Cup 2015 |
| 4  | 6 tháng 11 năm 2014  | Sân vận động Abdullah bin Khalifa, Doha, Qatar | 29      | CHDCND Triều Tiên | 3–0       | 3–1     | Giao hữu                 |
| 5  | 27 tháng 11 năm 2014 | Sân vận động Abdullah bin Khalifa, Doha, Qatar | 35      | Estonia           | 2–0       | 3–0     | Giao hữu                 |
| 6  | 30 tháng 3 năm 2015  | Sân vận động Jassim Bin Hamad, Doha, Qatar     | 40      | Slovenia          | 1–0       | 1–0     | Giao hữu                 |
| 7  | 8 tháng 9 năm 2015   | Sân vận động Vượng Giác, Vượng Giác, Hồng Kông | 46      | Hồng Kông         | 2–0       | 3–2     | Vòng loại World Cup 2018 |
| 8  | 29 tháng 5 năm 2016  | Sân vận động Hartberg, Hartberg, Áo            | 52      | Albania           | 1–0       | 1–3     | Giao hữu                 |
| 9  | 6 tháng 6 năm 2017   | Sân vận động Jassim Bin Hamad, Doha, Qatar     | 60      | CHDCND Triều Tiên | 1–0       | 2–2     | Giao hữu                 |
| 10 | 13 tháng 1 năm 2019  | Sân vận động Khalifa bin Zayed, Al Ain, UAE    | 69      | CHDCND Triều Tiên | 6–0       | 6–0     | Asian Cup 2019           |
| 11 | 5 tháng 9 năm 2019   | Sân vận động Jassim Bin Hamad, Doha, Qatar     | 87      | Afghanistan       | 3–0       | 6–0     | Vòng loại World Cup 2022 |
| 12 | 29 tháng 11 năm 2019 | Sân vận động Quốc tế Khalifa, Doha, Qatar      | 94      | Yemen             | 1–0       | 6–0     | Arabian Gulf Cup 24th    |
| 13 | 29 tháng 11 năm 2019 | Sân vận động Quốc tế Khalifa, Doha, Qatar      | 94      | Yemen             | 2–0       | 6–0     | Arabian Gulf Cup 24th    |
| 14 | 29 tháng 11 năm 2019 | Sân vận động Quốc tế Khalifa, Doha, Qatar      | 94      | Yemen             | 4–0       | 6–0     | Arabian Gulf Cup 24th    |
| 15 | 4 tháng 9 năm 2021   | Sân vận động Nagyerdei, Debrecen, Hungary      | 108     | Bồ Đào Nha        | 1–2       | 1–3     | Giao hữu                 |

## Danh hiệu

### Câu lạc bộ
Al-Sadd
- Qatar Stars League: 2012–13, 2018–19
- Emir of Qatar Cup: 2014, 2015, 2017
- Qatar Cup: 2017
- Qatar Super Cup: 2014, 2017
- AFC Champions League: 2011
- FIFA Club World Cup Hạng ba: 2011

### Quốc tế
U-20 Qatar
- AFC U-19 Championship: 2014

U-23 Qatar
- GCC U-23 Championship: 2011

Qatar
- Asian Cup: 2019
- Arabian Gulf Cup: 2014

### Cá nhân
- Cầu thủ xuất sắc nhất châu Á: 2018